# سفين نيلسن
سفين نيلسن (بالنرويجية البوكمول: Sven Nielsen)‏ هو ضابط وشخصية أعمال وسياسي نرويجي، ولد في 18 مارس 1883 في النرويج، وتوفي بنفس المكان في 21 يناير 1958. حزبياً، نشط في حزب المحافظين. وقد انتخب وزير التجارة والشحن ‏ (12 مارس 1945 – 25 يونيو 1945) وانتخب عضو برلمان النرويج ‏.